# رودلف كروز
رودلف كروز (بالألمانية: Rudolf Kruse)‏ هو رياضياتي وأستاذ جامعي وعالم حاسوب ألماني، ولد في 1952 في روتنبورغ أن در فومه في ألمانيا.